# Papa Louis Fall
Pour les articles homonymes, voir Fall.
Papa Louis Fall, né en 1943 à Louga, est un diplomate sénégalais, ancien représentant permanent de la République du Sénégal auprès de l’ONU et actuel inspecteur au Corps commun d’inspection de l’ONU.

## Formation
En 1964, il obtient son baccalauréat philosophie au lycée Van Vollenhoven de Dakar.
En 1966, il est titulaire du diplôme d’études juridiques générales, obtenu à l'université de Dakar.
En 1968, il obtient une maîtrise de droit public et sciences politiques à l'université de Dakar.
En 1970, il est breveté de l’École nationale d’administration du Sénégal, dont il sort major de promotion.
De 1970 à 1971, il est stagiaire de l’Institut international d'administration publique (IIAP) à Paris.

## Carrière
En 1970, il est nommé dans le Corps des Conseillers des Affaires étrangères. Il est chef de la Division ONU du ministère des Affaires étrangères à Dakar.
De 1971 à 1973, il est conseiller technique du ministre pour les questions liées à l’ONU (1973-1975).
De 1975 à 1981, il est premier conseiller à l'ambassade du Sénégal à Washington.
De 1981 à 1984, il est ministre conseiller à l'ambassade du Sénégal à Paris.
De 1984 à 1988, il est ambassadeur au Cameroun et, cumulativement, en République centrafricaine et au Tchad (1986) ; représentant du Sénégal auprès de l’Organisation africaine de la propriété industrielle (OAPI).
De 1988 à 2001, il est ambassadeur en Éthiopie et, cumulativement, en Afrique orientale. Il est aussi représentant permanent auprès de l’Organisation de l'unité africaine (OUA) et de la Commission économique pour l'Afrique (CEA) à Addis-Abeba, ainsi qu’auprès du Programme des Nations unies pour l'environnement (PNUE) et du CNUEH (Habitat) à Nairobi. Il est doyen du Corps diplomatique (1998-2001).
De 2001 à 2004, il est ambassadeur, représentant permanent auprès de l’ONU, à New York. Il est remplacé à ce poste par Paul Badji, en provenance d'Allemagne.
De 2004 à 2005, il est ambassadeur itinérant, conseiller du ministre et à l’Inspection des postes diplomatiques et consulaires.
En 2006, il est choisi pour être inspecteur, Corps commun d’inspection de l’ONU, à Genève.
Il est titulaire de plusieurs décorations nationales (commandeur de l’ordre national du Lion) et étrangères (du Cameroun, du Mexique et de l’OUA, etc.).

## Autres activités
- Ancien secrétaire général de l’Amicale des fonctionnaires du cadre des Affaires étrangères (AFCAE).
- Ancien chargé de cours au Centre de formation et de perfectionnement administratifs (CFPA).
- Ancien président du Comité pour l'exercice des droits inaliénables du peuple palestinien.

## Famille
Il est marié et père de quatre enfants.